# Каньяччо ди Сан Пьетро

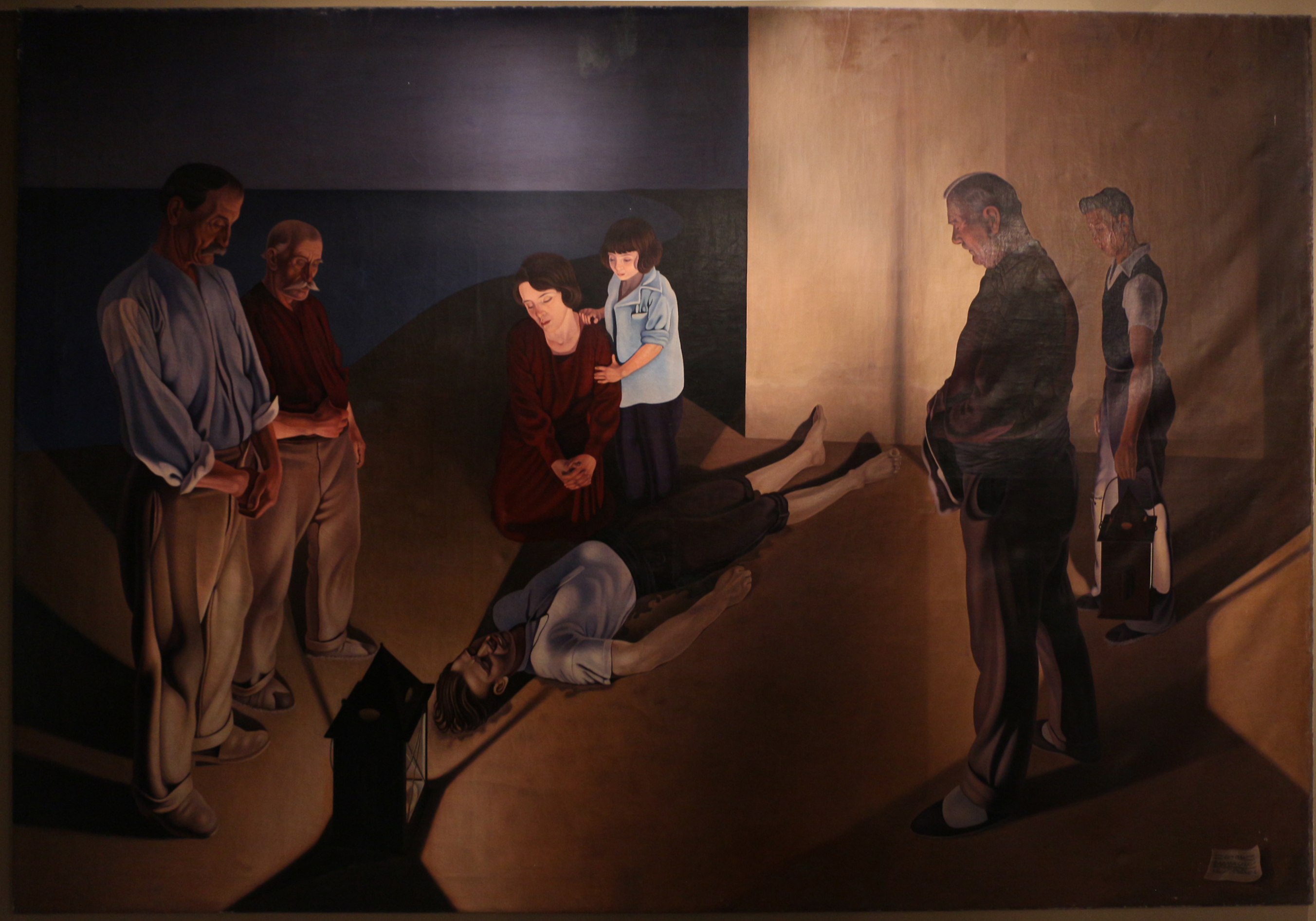
I Naufraghi

Каньяччо ди Сан Пьетро, наст. имя Натале Бентивольо Скарпа (итал. Cagnaccio di San Pietro, Natale Bentivoglio Scarpa; 14 января 1897, Дезенцано-дель-Гарда — 29 мая 1946, Венеция) — итальянский художник, представитель магического реализма.

## Жизнь и творчество
Н. Б. Скарпа родился в семье смотрителя маяка. Учился живописи в Академии изящных искусств в Венеции. Около 1920 года берёт себе псевдоним Каньяччо ди Сан Пьетро — по названию родной деревни родителей. В начале своей творческой деятельности посвятил себя салонной живописи, увлекался футуризмом, затем долго работал как представитель итальянского варианта Новой вещественности. Годы Второй мировой войны, вследствие критического состояния здоровья, провёл в госпитале в Венеции, где в 1946 году и скончался. Для его творчества характерны портреты, «ню», натюрморты, картины религиозного содержания и на бытовые сюжеты.
Одной из наиболее известных картин К. ди Сан Пьетро является «После оргии» (Dopo l´orgia), написанная в 1928 году, представляющая пример итальянского течения магического реализма. На ней изображены с фотографической точностью три обнажённые спящие женщины, лежащие на полу в разнообразных позах. Хотя лица двух из них скрыты, можно предположить, что изображена одна и та же модель. На покрытом красным и зелёным коврами полу в беспорядке раскиданы бокалы для шампанского, бутылки, окурки, игральные карты. И на как бы случайно обронённом листке кремовой бумаги в правом нижнем углу полотна — подпись художника. Картина К. ди Сан Пьетро послужила образцом для работы «Лежащая фигура» (1990) скульптора — гиперреалиста Джона де Андреа.

## Галерея

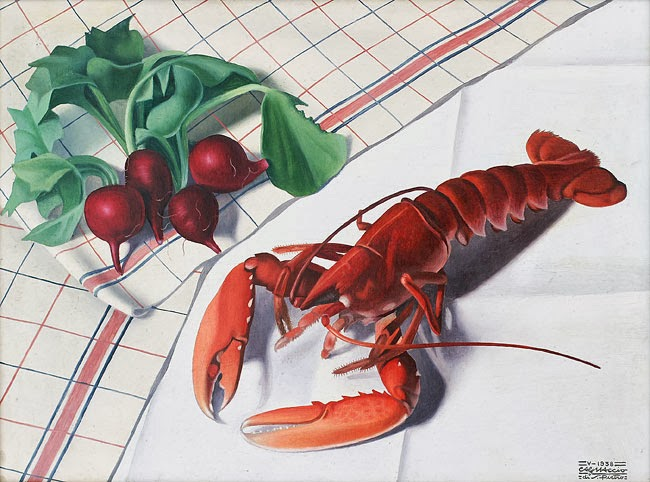
Каньяччо ди Сан Пьетро. Жизнь с лобстерами и редиской
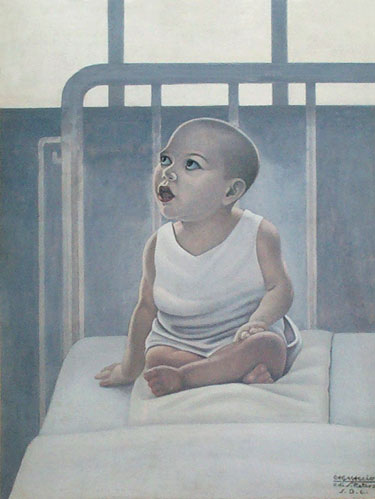
Ребенок
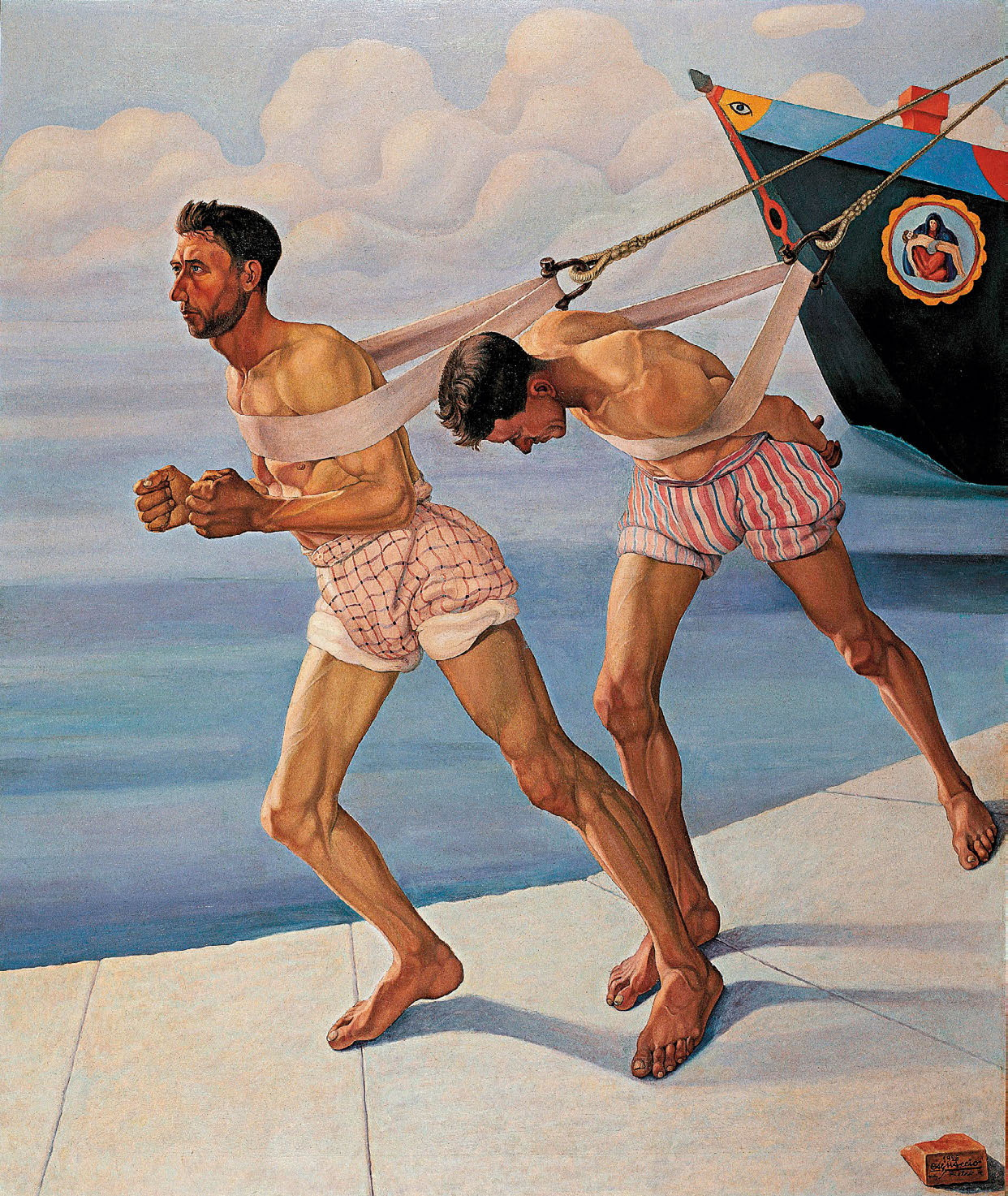
L'Alzana
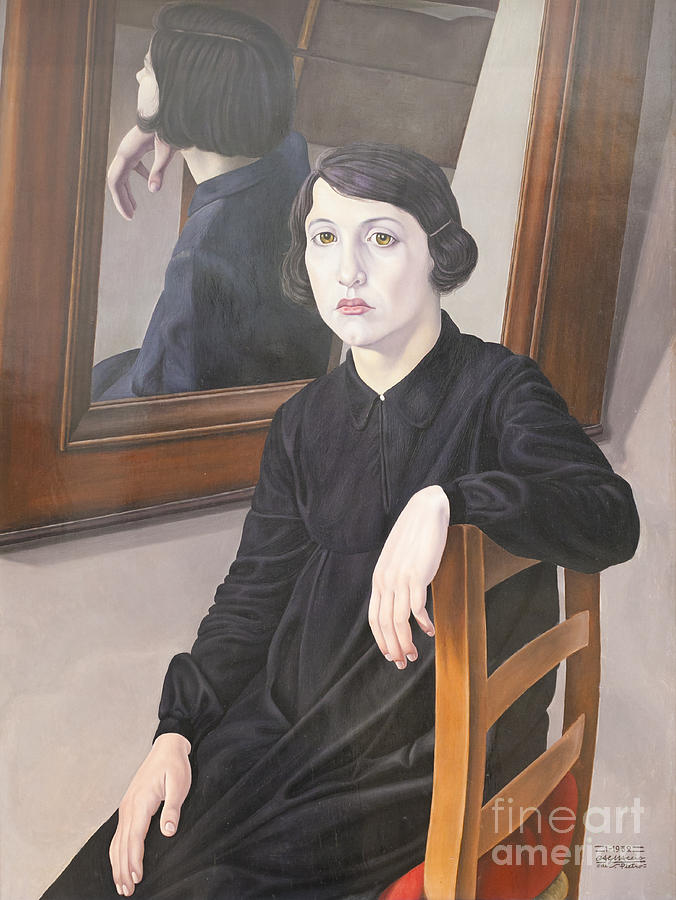
Женщина перед зеркалом
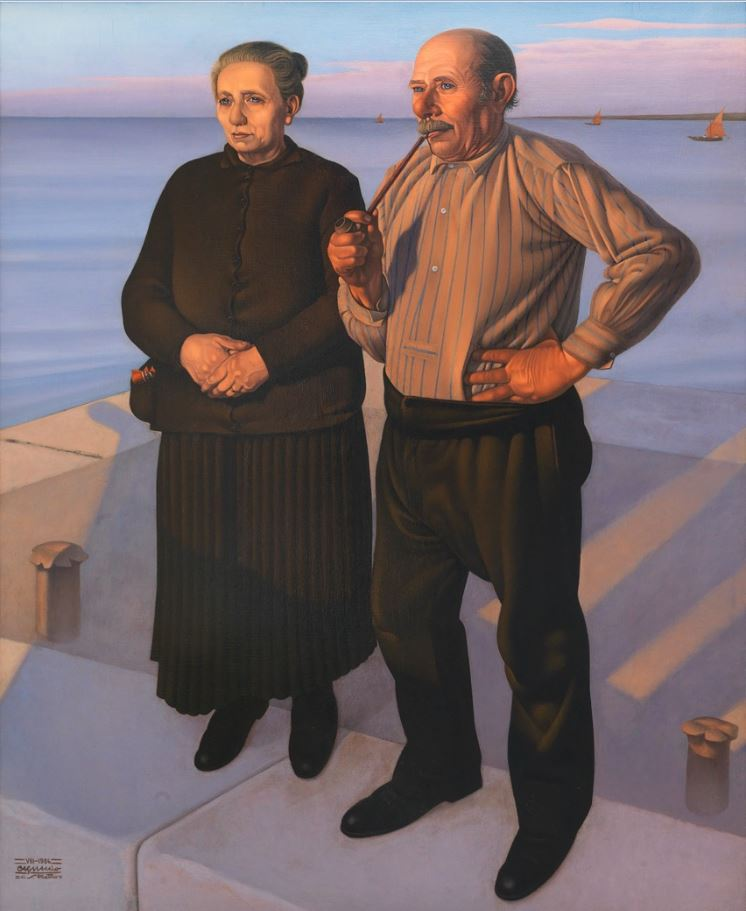
Рыбаки